# Zarządzanie Publiczne
Zarządzanie Publiczne – czasopismo naukowe Instytutu Spraw Publicznych Uniwersytetu Jagiellońskiego skierowane do naukowców, menedżerów sektora publicznego oraz pracowników administracji i służb publicznych. Ukazuje się cztery razy w roku. Zakres tematyczny obejmuje badania interdyscyplinarne w zarządzaniu publicznym. Wydawcą czasopisma jest Wydawnictwo Uniwersytetu Jagiellońskiego.  
Redakcja: Aleksander Noworól (redaktor naczelny), Joanna Kołodziejczyk (sekretarz), Roman Batko, Janusz Sasak, Ewa Bogacz-Wojtanowska, Roman Dorczak, Grzegorz Mazurkiewicz (redaktorzy tematyczni) 